# ییل (اکلاهما)
ییل(به انگلیسی: Yale) شهری در ایالت اکلاهما کشور ایالات متحده آمریکا است که جمعیت آن در سرشماری سال ۲۰۱۰ میلادی، ۱٬۲۲۷ نفر بوده‌است.